# Palais-Royal
Palais-Royal – pałac położony w centrum Paryża, 150 m na północ od Luwru, siedziba francuskiej Rady Stanu (Conseil d'État), Rady Konstytucyjnej i Ministerstwa Kultury, połączony z francuskim Teatrem Narodowym Comédie-Française.

## Historia
Wbrew swej nazwie „Pałac Królewski” Palais-Royal służył jako siedziba monarchy tylko w dwóch okresach:
1. za małoletniości Ludwika XIV,
2. w latach 1830–1831 – w pierwszym roku panowania Ludwika Filipa I, zanim rodzina królewska przeniosła się do odrestaurowanych Tuileries.

Wybudowany został w latach po 1624 dla kardynała Richelieu, który w testamencie zapisał swój „Palais-Cardinal” Ludwikowi XIII. Po śmierci Ludwika XIII (1643) do pałacu przeniosła się z Luwru regentka Anna Austriaczka ze swymi synami i kardynałem Mazarinem, i to właśnie wtedy pałac otrzymał obecną nazwę.
Po śmierci Mazarina (1661) Ludwik XIV przejął samodzielną władzę i powrócił do Tuilerii. Palais-Royal został przekazany jako apanaże królewskiemu bratu Filipowi i pozostał paryską siedzibą domu orleańskiego do egzekucji Filipa Égalité w r. 1793. Był w międzyczasie, w latach 1715–1723, w czasie regencji bratanka Ludwika XIV, Filipa, centralnym ośrodkiem władzy we Francji. Prawnuk jego Filip Égalité wybudował w latach 1780–1784 do dziś istniejące galerie ze sklepami otaczające ogrody pałacowe, tak że Palais stał się centrum handlowym. Był także ośrodkiem agitacji politycznej ugrupowań lewicowych – na jego teren, jako obszar jurydyki Orleańczyków, policja nie miała wstępu. To tutaj 13 lipca 1789 Camille Desmoulins swoją przemową dał sygnał do marszu ludu Paryża na Bastylię. Znacjonalizowany po śmierci Filipa Égalité, służył w latach Konsulatu Napoleona Bonaparte jako siedziba Trybunatu. W roku 1814 Ludwik XVIII zwrócił go głowie rodu orleańskiego, księciu Chartres. W ciągu Stu dni Napoleona był rezydencją cesarskiego brata – Lucjana. Po objęciu tronu przez Ludwika Filipa I Palais-Royal służył do 1848 jako rezydencja następcy tronu, po czym po upadku monarchii lipcowej został zdewastowany i obrabowany (22 lutego 1848). Za czasów Drugiego Cesarstwa zamieszkiwał odrestaurowany pałac cesarski kuzyn książę Napoleon z rodziną. Zniszczony w czasie Komuny Paryskiej (1871) pałac odbudowano w 1875 z przeznaczeniem na siedzibę urzędów państwowych.

## Kolumny Burena
W 1986 na fali wprowadzania architektury nowoczesnej w krajobraz Paryża na zlecenie François Mitterranda rzeźbiarz i malarz Daniel Buren zainstalował na dziedzińcu pałacu (Cour d’honneur) zespół podstaw 260 kolumn z jasnego marmuru kararyjskiego i czarnego marmuru pirenejskiego, które w nocy podświetlane są na zielono. Ten koncept architektoniczny, tzw. kolumny Burena (pierwotna nazwa instalacji to Les Deux Plateaux), i jego dopasowanie do zabytkowego budynku wzbudziło wiele polemik, jednak wraz z upływem lat stało się jednym z symboli Paryża. W 2007 opłakany stan kolumn wzbudził wściekłość Burena, który zagroził demontażem swego dzieła. W rezultacie przeprowadzono trwające rok prace renowatorskie obejmujące m.in. oświetlenie kolumn i fontanny oraz uszczelnienie podłoża, ukończone w styczniu 2010. Koszty, poniesione głównie przez francuskie Ministerstwo Kultury, wyniosły 5,8 mln euro, czterokrotnie więcej niż sama instalacja kolumn w latach 80.

Palais-Royal, Paryż